# ピレネーフウロ
ピレネーフウロ（学名：Geranium pyrenaicum）は、フウロソウ科の多年草の一種。

## 分布
地中海周辺の山岳地帯を原産地とする。
北アメリカやヨーロッパ、日本に帰化している。日本では北海道の札幌市と小樽市で定着が報告されている。園芸観賞用のものが野外へ逸出している。

## 特徴
草丈50cm。対生。春から秋に紅紫色の花をつける。花びらの枚数は5枚だが、先端が2つに浅く裂けているため10枚に見える。
空き地や道端などに生育する。